# Schwarzach (Pyrbaum)
Schwarzach ist ein Gemeindeteil des Marktes Pyrbaum im Landkreis Neumarkt in der Oberpfalz in Bayern.

## Geographie
Das Dorf liegt auf offener Flur, etwa 5 km südlich von Pyrbaum. Im Osten fließt die Schwarzach vorbei.

## Geschichte
Die erste Nennung erfolgte 1267 als „Schwarza“, später „Schwartzach“ (Schwarze Ache). Ludwig der Bayer schenkte im Jahr 1317 dem Deutschen Orden in Nürnberg Schwarzach, Gericht und Vogtei, die vorher zur kaiserlichen Hofmark Berngau gehört hatten.
Ab Anfang des 19. Jahrhunderts bildete Schwarzach mit seinem Hauptort Seligenporten eine eigene Gemeinde. Diese schloss sich am 1. Oktober 1970 mit einigen anderen zur Gemeinde Pyrbaum zusammen.